# 's gibt nur a Kaiserstadt, 's gibt nur a Wien
’s gibt nur a Kaiserstadt, ’s gibt nur a Wien, op. 291, är en polka av Johann Strauss den yngre. Orkesterversionen framfördes första gången den 8 oktober 1864 i Pavlovsk i Ryssland. Den kombinerade kör- och orkesterversionen framfördes första gången den 3 februari 1874 i Dianabad-Saal i Wien.

## Historia
Polkan existerar i två versioner. Den första är en ren orkesterversion och tillkom sommaren 1864 under Johann Strauss årliga ryska konsertturné. Polkan hette ursprungligen Vergißmeinnicht-Polka (Förgät mig ej-Polka) och spelades första gången den 8 oktober 1864 i Pavlovsk utanför Sankt Petersburg. Senare ändrades titeln till ’s gibt nur a Kaiserstadt, ’s gibt nur a Wien, vilket var ett citat från en valsduett i sångspelet Aline oder Wien in einem anderen Weltteil av Adolf Bäuerle med musik av Wenzel Müller. Sången "Was macht denn der Prater" blev mycket populär medan refrängen "Ja nur ein' Kaiserstadt, ja nur ein Wien" blev ett citat på allas läppar. Sångspelet hade premiär 1822 men var 1864 sedan länge borta från repertoaren, det var bara citat som ännu levde kvar i folks medvetande. Strauss använde sig inte av någon musik från Aline, men i finalen vävde han in ett citat från Joseph Haydns kejsarhymn "Gott erhalte Franz den Kaiser". Strauss dirigerade sin orkester vid det första framförandet i Wien den 4 december 1864 vid en konsert i Volksgarten.

### Andra versionen
Den andra versionen härstammar från karnevalen 1874. Wiener Männergesang-Verein (Wiens manskör) hade erhållit ett löfte av Johann Strauss att han antingen skulle komponera en ny vals till dem eller erbjuda dem en redan existerande. Dessvärre var Strauss mitt uppe i slutarbetet med sin operett Läderlappen. På nyårsdagen 1874 hade tidningen Der Fremdenblattskrivit att den nya operetten inte skulle sättas upp förrän i september då Theater an der Wien var angelägen att undvika en rivalitet mellan Strauss nya operett och ett gästframträdande på teatern av sopranen Adelina Patti under samma period. 17 dagar senare meddelade emellertid samma tidning att operetten skulle sättas upp omedelbart efter sin fullbordan i slutet av januari. Med otillräcklig tid över att skapa ett nytt verk till manskören vände sig Strauss till Richard Genée (librettisten till Läderlappen) och bad denne att skriva en text till polkan ‘s gibt nur a Kaiserstadt ‘s gibt nur a Wien från 1864, samt arrangera stycket för manskör och orkester. Trots pressen med arbetet på operetten satte Genée igång och i den nya formen spelades polkan den 3 februari 1874 i Dianabad-Saal framförd av Wiener Männergesang-Verein och Baron Hess Regementsband under ledning av Strauss själv. 
Båda versionerna togs väl emot och bibehållit sin popularitet.

## Om polkan
Speltiden för orkesterversionen är ca 2 minuter och 55 sekunder, körversionen är ca 4 minuter och 17 sekunder plus minus några sekunder beroende på dirigentens musikaliska tolkning.